# Schweinigel
Schweinigel (niederdeutsch: Swinegel, Swienegel) ist ein deutsches Schimpfwort und bezeichnet einen unreinlichen oder unmoralischen Menschen. Auch die Bezeichnung Schweinigelei für sexuelle Freizügigkeit oder Zotenreißerei ist verbreitet.

## Herkunft
Im Wörterbuch Adelungs erscheint der Schweinigel oder auch Sauigel zunächst als Bezeichnung für eine Unterart gewöhnlicher Igel (Erinaceus europaeus), die durch eine schweinsähnliche Schnauze gekennzeichnet sei, im Gegensatz zum sogenannten Hundsigel. Diese unterschiedlichen Populärnamen beruhen aber „offenbar“ nur auf Zufälligkeiten des Äußeren (wobei der Schweinigel größer und heller in der Färbung sein soll) und sind nicht Teil der modernen zoologischen Systematik. Der wahrgenommene Unterschied soll durchs Alter oder Geschlecht und Alter der Igel erklärbar sein.
Dieser Bedeutung entspricht das Erscheinen des Schweinigels in dem bekannten Märchen Der Hase und der Igel, dort in der plattdeutschen Form Swinegel als schlauer Kontrahent des Hasen und in sämtlichen Darstellungen klar erkennbar als gewöhnlicher Igel. – Ferner ist Schweinigel laut Adelung die Bezeichnung des Stachelschweins (Hystrix).

## Schweinigel bei Shakespeare
Schweinigel als Bezeichnung für einen nichtswürdigen, verkommenen Menschen kann auf die im 18. Jahrhundert verstärkt einsetzende deutsche Shakespeare-Rezeption zurückgeführt werden – so auch im Grimm’schen Wörterbuch. In Shakespeares Richard III. gibt es nämlich die folgende Stelle:
ANNA.
Du warst gereizt von deinem blut’gen Sinn,
Der nie von anderm träumt’ als Metzgerei’n.
Hast du nicht diesen König umgebracht?
GLOSTER.
Ich geb’ es zu.
ANNA.
Zugibst du’s, Igel? Nun, so geb’ auch Gott,
Daß du verdammt seist für die böse Tat!
„Zugibst du’s, Igel?“ lautet im Original: „Do’st grant me Hedge hogge?“ und hier ist (auf den Schurken Gloster gemünzt) vom „hedgehog“ (wörtlich: „Heckenschwein“) die Rede, dem Igel. Daher Igel oder eben Schweinigel als Bezeichnung für „Schurke“ oder „verkommenes Subjekt“ im Deutschen.
Warum der Igel an dieser Stelle erscheint, bleibt zunächst unklar. In den alten Levitikus-Übersetzungen erscheint der Igel in der Liste der unreinen Tiere dort, wo in modernen Übersetzungen der Gecko erscheint (3 Mos 11,30 ). So in der Lutherbibel von 1545:
Diese sollen euch auch unrein sein unter den Thieren / die auff erden kriechen / Die Wisel / die Maus / die Kröte / ein jeglichs mit seiner art. Der Jgel / der Molch / die Aydex / der Blindschleich / und der Maulworff.
Dementsprechend scheint auch für Shakespeare der Igel in den Katalog der unreinen Tiere gehört zu haben, zum Beispiel in Ein Sommernachtstraum:
Bunte Schlangen, zweigezüngt!
Igel, Molche, fort von hier!
Daß ihr euren Gift nicht bringt
In der Königin Revier!
Im Original:
You spotted Snakes with double tongue,
Thorny Hedgehogges be not seene,
Newts and blinde wormes do no wrong,
Come not neere our Fairy Queene.

## Verwandte Schimpfworte
Dem Schweinigel und Sauigel verwandte Bildungen von Schimpfworten sind reichlich vorhanden: Dreckigel, Haarigel (nicht zu verwechseln mit den stachellosen Igelverwandten Haarigeln), Saumichel und Saunickel, Sauniggel, wobei Saunickel sich vermutlich nicht von „Igel“, sondern von „Nickel“ im Sinne von Geizhals oder, in Anbetracht des synonymen Saumichel viel wahrscheinlicher, von „Nick(el)“ im Sinne von Niklaus herleitet.